# 1964 Luyten
1964 Luyten (2007 P-L) là một tiểu hành tinh vành đai chính được phát hiện ngày 24 tháng 9 năm 1960 bởi Cornelis Johannes van Houten và Ingrid van Houten-Groeneveld ở Leiden, ngày Đài thiên văn Palomar Schmidt plates taken bởi Tom Gehrels.